# Masinko
Masinko, är ett etiopiskt stråkinstrument med en ensam sträng. Instrumentet är till större delen byggt i trä där resonanslådan täcks av ett läderhölje och strängen är tillverkad av hår från hästsvans. Traditionellt används masinkon i den etiopiska folkmusiken där den spelas pentatoniskt.